# Polenmattor

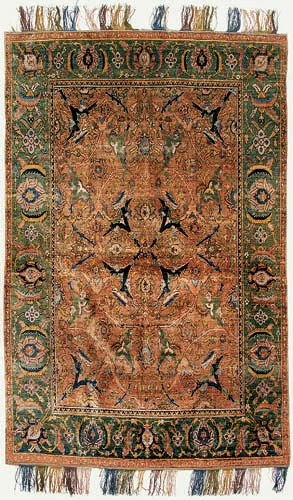
Polenmatta i siden med guldtråd från första hälften av 1600-talet, 1,35 x 2,0 meter

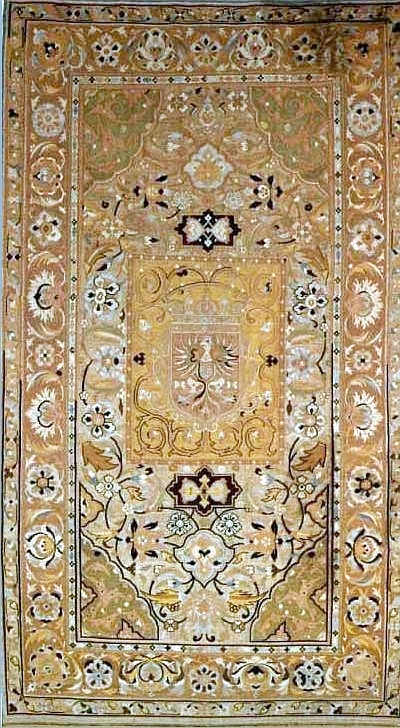
Silkesmatta med guldtråd från Kashan 1601, med den polska örnen i fältet

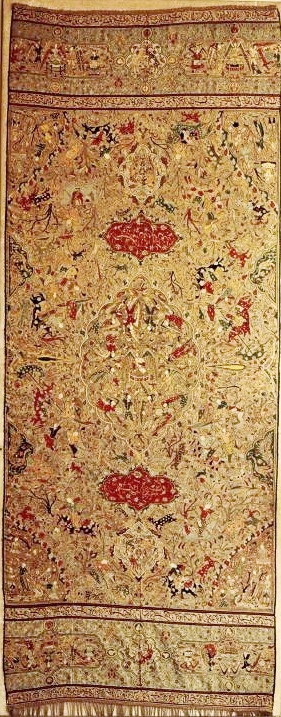
Kashanmatta från omkring 1602 med jaktscener

Polenmattor (franska: tapis polonais, engelska: Polish carpet är en sorts persiska mattor. Det är en beteckning som ursprungligen gavs i Frankrike under senare delen av 1800-talet för vissa äldre persiska mattor från 1500- och genom 1600-talet från Isfahanprovinsen, framför allt högkvalitativa silkesmattor med inslag av silver- och guldtråd. Namnet var ett missförstånd, grundat bland annat på att många mattor från Polen som vid denna tid förevisades i Paris hade avbildningar av polska adelsvapen i fälten. Det överväldigande antalet orientaliska mattor i Polen vid denna tid och tidigare var importerade från Persien, framför allt från Isfahan och Kashan, även om en viss lokal produktion fanns i Polen. Intresset i Polen för de persiska mattorna hade lett till att armenier i den armeniska polska kolonin i Lwów (nuvarande Lviv i Ukraina) och andra städer som Zamość och Brody satte upp mattateljéer, där mattor tillverkades med kopior av de persiska mönstren.
Esfahanmattor importerades till Europa inom ramen för nätverk av armeniska handelsmän med förankring i Isfahan och dess 1606 grundade armeniska förort Nya Jolfa (armeniska: Nor Dzjugha) och i det Polsk-litauiska samväldet. År 1598 grundade härskaren av safavidriket Abbas I sin nya huvudstad Isfahan och drev upp en konsthantverkskultur för lyxprodukter där. Han tvångsförflyttade 1604 många tusen armenier, därav många sidenhandlare, till Esfahan och Nya Jolfa från framför allt staden Jugha, då i den av perser erövrade delen av Armenien, numera i den azerbajdjanska provinsen Nachitjevan.
Shah Abbas I flyttade de kejserliga mattateljéerna från Qazvin till sin nya huvudstad. Mattvävningen främjades av shahen för att framhäva rikets storhet och formgivningen förfinades. Också influenser från europeisk renässans- och barockformgivning blandades med traditionella islamiska mönster. Dessa tillkom genom intensifierade diplomatiska förbindelser med västerländska hov och genom ökade handelskontakter under det safidiska styret. De orientaliska mönstren i mattorna förenklades och förstorades något, så att de traditionella hopslingrade vinrankorna, blommorna, arabeskerna och palmetterna tillät att de invävda metalltrådarna gav en starkt lyster. En del mattor sändes till Västerlandet både som diplomatiska gåvor från Shah Abbas hov till europeiska kungahus och som handelsvaror genom av kungahuset främjade exportkanaler. Som visas av Czartoryskimattorna hände det också att europeiska furstehus beställde mattor, som hade deras vapen invävda. Redan 1601 sände den polske kungen Sigismund III Vasa (kung Sigismund av Sverige) en armenisk köpman från Warszawa till Esfahan och Kachan för att beställa silkes-/guldmattor.

## Mattor från Polen, eller från Persien
Polenmattor tillhör idag de mest efterfrågade mattorna som tillverkades under safaviddynastin, framför allt under Shah Abbas I:s regeringsperiod 1587–1629, som var en gyllene period för persisk arkitektur, konst och mattvävning. Mattorna tillverkades framför allt i Shah Abbas hovmanufakturer. Såsom överdådiga silkes- och metalltrådsmattor skiljde de sig från tidigare i Västeuropa kända orientaliska mattor och hade i en del fall en europeisk adelsfamiljs vapen invävt. Därför antogs att de hade tillverkats i Polen, en uppfattning som kvarstod bland vissa mattexperter en bra bit inpå 1900-talet. Senare har uppfattningen etablerats att mattorna är från 1600-talets Isfahanprovins.

## Utställningar i Paris
Ett antal förnämliga mattor från den polska Czartoryskisamlingen introducerades för en fransk publik i Paris 1865 i "Polska rummet" i "Exposition des Arts Decoratifs". Ansvarig var den polske prinsen i exil Władysław Czartoryski (1828–1894). År 1878 visade han några av sina mattor på Världsutställningen i Paris, bland annat den så kallade Czartoryskimattan, som idag finns på Metropolitan Museum of Art. Samma år öppnade han också Czartoryskimuseet i Kraków i Polen med familjens samlingar av bland annat mattor.
De bevarade mattorna av typen polenmattor i västerländska museer är i flertalet fall från tidigare århundradens samlingar tillhörande adelsmän och rika borgare. De var populära att inkorporera i sådana samlingar in på tidigt 1900-tal. Även tidens industri- och bankbaroner i USA var vid denna tid ivriga samlare av dyrbara mattor. Familjerna Rockefeller, Morgan, Deering och Yerkes ägde samtliga polenmattor, vilka idag finns i mattsamlingar i bland andra Metropolitan Museum of Art i New York, Cleveland Museum of Art och Art Institute of Chicago. Idag finns kanske omkring 300 polenmattor bevarade, varav flertalet i museer. I Sverige finns bland annat två polenmattor från 1620-talet på Skoklosters slott.